# Bell XFL Airabonita
El Bell XFL Airabonita fue un avión interceptor embarcado y experimental, estadounidense, desarrollado para la Armada de los Estados Unidos por la Bell Aircraft Corporation de Buffalo, Nueva York. Era similar y con un desarrollo paralelo al P-39 Airacobra terrestre del Cuerpo Aéreo del Ejército de los Estados Unidos, diferenciándose principalmente en el uso de un tren de aterrizaje de rueda de cola en lugar del tren triciclo del P-39. Sólo fue fabricado un prototipo.

## Diseño y desarrollo
El XFL-1 (Model 5) estaba equipado con un único motor en V de doble bancada Allison XV-1710-6 de 1150 hp (858 kW), de doce cilindros y refrigerado por líquido, instalado en el centro del fuselaje, detrás del piloto y propulsando una hélice Curtiss Electric tripala en el morro a través de un eje de transmisión de 3,16 m. El avión tenía provisión para instalar un único Cañón M4 / Oldsmobile T9 de 37 mm que podía ser reemplazado por una ametralladora Browning M2/AN de 12,7 mm que disparaba a través del eje de la hélice, y dos ametralladoras de 7,62 mm en el morro del fuselaje. Voló por primera vez el 13 de mayo de 1940.
Aunque basado en el P-39, el XFL-1 utilizaba un tren de aterrizaje convencional de rueda de cola y los radiadores refrigerantes estaban alojados externamente en carenados bajo las alas, en lugar de interiormente en la sección central del ala. El motor Allison fue el primero de su tipo en ser probado por la Armada y carecía del turbocompresor que equipaba al XP-39.

## Operadores
Estados Unidos
- Armada de los Estados Unidos

## Historia operacional

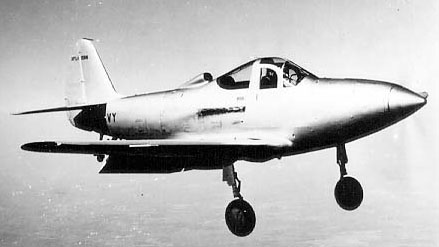
El XFL-1 en vuelo.

En enero de 1938, la Armada de los Estados Unidos emitió una especificación por un caza ligero embarcado para reemplazar sus obsoletos biplanos entonces en uso. El 11 de abril de 1938, Bell, Brewster, Curtiss, Grumman y Vought-Sikorsky enviaron propuestas, pero solo tres recibieron contratos. A dos de ellos se les concedieron contratos por un prototipo cada uno el 30 de junio de 1938; fueron para el Grumman XF5F-1 Skyrocket y el Vought-Sikorsky XF4U-1 Corsair. El tercer contrato, que fue firmado el 8 de noviembre, fue para Bell Aircraft por el XFL-1 Airabonita. Los tres aviones realizaron sus vuelos iniciales en 1940; el XF5F-1 el 1 de abril, el XFL-1 el 13 de mayo y el XF4U-1 el 29 de mayo.
Las pruebas subsiguientes se prolongaron debido a dificultades con el motor Allison y problemas con el equilibrio del avión. La evaluación oficial comenzó en julio de 1940, pero el XFL-1 fracasó en la certificación para operaciones embarcadas debido a problemas con el tren de aterrizaje. El prototipo fue devuelto a Bell para realizarle modificaciones en diciembre de 1940, y regresó a la Armada el 27 de febrero de 1941, en la Naval Support Facility Anacostia, District of Columbia. Basándose en los resultados de las pruebas, la Armada decidió no ordenar la producción del avión.
En febrero de 1942, el XFL-1 fue transferido a la Aircraft Armament Unit en la Estación aeronaval del Río Patuxent, Maryland. Más tarde fue usado, en tierra, para pruebas de armamento, y luego, destruido. Durante muchos años sus restos fueron visibles en el vertedero de la NAS Patuxent River.
A menudo se ha establecido como una posible razón adicional para el rechazo, que la posición de la Armada en aquella época era que todos sus aviones debían usar motores refrigerados por aire (mientras que el Allison estaba refrigerado por líquido). Esto parece una especulación infundada. La Armada de los Estados Unidos "consideraría que se puede demostrar que una instalación de motor refrigerado por líquido proporcionaría un incremento sustancial en las prestaciones sobre un motor refrigerado por aire".
Además, el motor Allison tenía sólo un compresor de una sola velocidad, y consecuentemente, sus prestaciones de altitud eran muy inferiores a las de otros cazas navales de la época, como el Grumman F4F Wildcat.
Finalmente, el Airabonita tenía que competir contra el más rápido Vought F4U Corsair, el primer caza de la Armada de los Estados Unidos en superar los 644 km/h (400 mph) en vuelo nivelado.

## Especificaciones (XFL-1 Airabonita)

### Características generales
- Tripulación: Un piloto.
- Longitud: 9,07 m
- Envergadura: 10,67 m
- Altura: 3,89 m
- Superficie alar: 21,6 m²
- Peso vacío: 2341 kg
- Peso cargado: 3017 kg
- Peso máximo al despegue: 3271 kg
- Planta motriz: 1× V-12 Allison XV-1710-6.
  - Potencia: 858 kW (1150 hp)
- Hélices: tripala

### Rendimiento
- Velocidad nunca excedida (Vne): 543 km/h
- Alcance: 1725 km
- Techo de vuelo: 9421 m (30900 pies)
- Régimen de ascenso: 13,4 m/s (2630 pies/min)
- Potencia/peso: 280 W/kg (0,17 hp/lb)

### Armamento
- Ametralladoras: 

  - 2 de 7,62 mm.

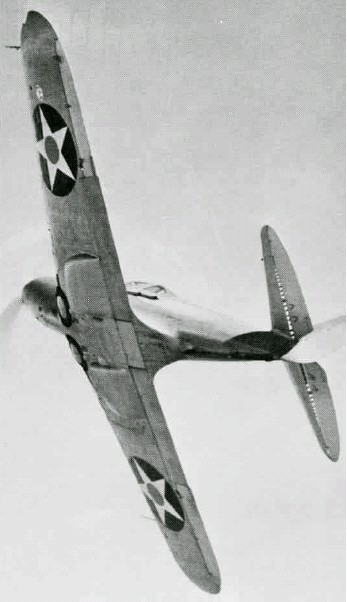
XFL-1.

  - 1 de 12,7 mm (o 1 cañón de 37 mm.).

### Desarrollos relacionados
- Bell P-39 Airacobra
- Bell P-63 Kingcobra

### Secuencias de designación
- Secuencia Numérica (interna de Bell): ← 2 - 3 - 4 - 5 - 6 - 7 - 8 →
- Secuencia F_L (Cazas de la Armada estadounidense, 1922-1962 (Bell, 1939-1962)): FL - YF2L-1 - F2L-1K - F3L

### Listas relacionadas
- Anexo:Aeronaves militares de los Estados Unidos (navales)